# 遙かなる時空の中で5
『遙かなる時空の中で5』（はるかなるときのなかで5）は、2011年2月24日にコーエーテクモゲームス（ルビー・パーティー）から発売された女性向け恋愛アドベンチャーゲーム。ダウンロードコンテンツがPlayStation Storeで無料で提供されている（第1弾・2011年4月21日、第2弾・2011年7月6日）。続編となる『遙かなる時空の中で5 風花記』が2012年に発売された。

## 概要
遙かなる時空の中で3より約650年後の世界が舞台。前作は古代を舞台に作られたが、本作は幕末、黒船来航以後の攘夷論の盛んだった時代をモチーフに作られている。

## 登場人物
今までの遙かシリーズとは声優が異なる。

### 主人公
蓮水ゆき（はすみ ゆき）
声 - 高橋美佳子
白龍の神子。五行属性：誕生日によって変化。
両親の仕事の都合で、10歳の時から瞬＆都＆崇と一緒に海外留学している。クリスマスに帰省する時に飛行機事故に遭い、白龍の神子に選ばれ、異世界に飛ばされる。
資産家の両親や瞬＆都に過保護に溺愛されて育てられたせいか、鈍感でおっとりし過ぎている。かなりの天然。留学していた経験から英語に精通しているが、日本史の知識に少々疎い。戦闘時はフェンシングの経験を生かし、レイピアで戦う。

### 八葉
桐生瞬（きりゅう しゅん）
声 - 寺島拓篤
天の青龍。誕生日：2月17日。23歳。身長：182cm。A型。五行属性：木。武器：片手剣。
孤児であり、幼い頃、弟と同じく主人公の家に引き取られ、実子同様に育てられた。医学を専攻している。主人公に対して何かと過干渉な態度を取る反面、一定以上に近寄らせない素っ気ない態度を取る。弟に対しては徹底して冷淡である。
坂本龍馬（さかもと りょうま）
声 - 鈴村健一
地の青龍。誕生日：1月3日。27歳。身長：180cm。O型。五行属性：木。武器：二丁拳銃。
土佐藩に属している。開国派。八葉の内では最年長。主人公とは初対面でも面識があるような素振りを見せる。鷹揚で度量のある人物。その多方面に渡る人脈を生かして、日本をこの動乱の時代から少しでも良くしようと奔走する。土佐弁は話さず、標準語を使う。
チナミ
声 - 阿部敦
天の朱雀。誕生日：3月10日。16歳。身長：165cm。A型。五行属性：火。武器：鉄扇。
藤田東湖の息子。水戸藩に属している。八葉の中では最年少。偉大な父と兄を尊敬している。水戸藩出身の為か、極端なまでの尊王攘夷思想の持ち主で、色事には疎く、融通が利かない。
沖田総司（おきた そうじ）
声 - 岡本信彦
地の朱雀。誕生日：7月15日。18歳。身長：174cm。O型。五行属性：土。武器：刀。
新撰組一番隊隊長。佐幕派。感情が欠落しているかのような剣客。病弱。姉が一人いて、彼女のくれたお守りは肌身離さず身に付けている。上の者の命には絶対服従する。自分の意志や感情が欠けているがゆえ、生真面目で頑固なチナミの怒りを買う事がある。
小松帯刀（こまつ たてわき）
声 - 立花慎之介
天の白虎。誕生日：12月3日。27歳。身長：176cm。B型。五行属性：金。武器：薙刀。
薩摩藩に所属。尊皇佐幕派。家老の立場にいる為、優秀で先見の明はあるが、きつい事を平気で言う傾向がある。「小松の薩摩、薩摩の小松」と言われるほどの傑物。合理的思考、行動を好む。
福地桜智（ふくち おうち）
声 - 竹本英史
地の白虎。誕生日：5月13日。22歳。身長：185cm。AB型。五行属性：金。武器：鞭。
仲間として加入前に、匿名で主人公に対し数々の贈りものをする。佐幕開国派。通称「夢の屋」。情報収集を行う情報屋。その美貌で女性にはやたらと持て囃されるのだが、本人は主人公一筋で周りが見えない。
アーネスト・サトウ
声 - 四反田マイケル
天の玄武。誕生日：6月30日。19歳。身長：187cm。B型。五行属性：水。武器：銃。
英国からの外交官であり、通訳である。開国派。一見優しげで紳士的だが、毒舌家で人種差別的。日本人を総じて見下しているが、小松とは馬が合うようである。父がソルブ系ドイツ人で、両親共に英国国教会信徒ではなかった為、本国イギリスでは肩身の狭い思いをした。
高杉晋作 (たかすぎ しんさく)
声 - 安元洋貴
地の玄武。誕生日：9月27日。23歳。身長：179cm。A型。五行属性：土。武器：太刀。
長州藩に所属する。尊王攘夷派の急先鋒で、チナミとは面識がある。苛烈な性格で、主人公にも容赦無い。

### 龍神関係者
八雲都（やくも みやこ）
声 - 斎賀みつき
主人公の対である黒龍の神子。誕生日：4月14日。18歳。身長：170cm。A型。武器：トンファー。
ボーイッシュな外見をしているため、初対面の相手から男性だとよく間違われる。従姉妹である主人公を溺愛しており、物語の冒頭で黒龍の神子として主人公の対の存在に選ばれた際は、主人公を傍で守れる役目を担えたことを純粋に喜ぶ。黒龍の神子が白龍の神子の親戚であるのはシリーズ初（3までは地の四神である八葉の妹が該当していた）。
幼少期から黒龍の力を宿していたせいで、身辺に不可解な現象が頻繁に起こり、神社の神主である父親からは辛く当られ、母親からは冷たくあしらわれていた。そんな時黒龍の鈴の音を討ち払ってくれた主人公に対して過保護で盲目的な愛情を注いでいる。八葉を含めた男性達には負けじ魂故に何かと突っかかる傾向がある。
青龍（せいりゅう）
声 - 関智一
東天を守護する聖獣。身長：186cm。
朱雀（すざく）
声 - 高橋直純
南天を守護する聖獣。身長：172cm。
白虎（びゃっこ）
声 - 井上和彦
西天を守護する聖獣。身長：181cm。
玄武（げんぶ）
声 - 保志総一朗
北天を守護する聖獣。身長：166cm。
白龍（はくりゅう）
声 - 宮川美保
黒龍（こくりゅう）
声 - 洞内愛

### その他
天海（あまみ）
声 - 諏訪部順一
「白衣の宰相」と呼ばれる幕府の高官。身長：183cm。
桐生祟（きりゅう そう）
声 - 下野紘
瞬の弟で、主人公の弟のような存在。誕生日：12月27日。14歳。身長：161cm。AB型。
主人公や兄＆都と同じ飛行機に乗っていたが、彼は異世界に移動せず、荒廃した現代に取り残される。
リンドウ
声 - 八戸亮
風花記から登場する陰陽師。誕生日：10月31日。32歳。身長：184cm。
公武合体派。主人公を手助けする一方で「神子をやめてしまえばいい」と発言し、主人公を惑わす。
桂小五郎（かつら こごろう）
声 - 近藤隆
どこか陰鬱とした雰囲気の長州藩士。誕生日：8月11日。29歳。身長：173cm。A型。尊攘派。
西郷隆盛（さいごう たかもり）
声 - 奈良徹
豪快で正義感の強い薩摩藩士。誕生日：1月23日。35歳。身長：179cm。B型。
近藤勇（こんどう いさみ）
声 - 稲田徹
新選組の局長。誕生日：11月9日。28歳。身長：176cm。O型。佐幕派。
土方歳三（ひじかた としぞう）
声 - 星野貴紀
新選組の副長。誕生日：5月31日。28歳。身長：178cm。B型。切れ者で色男。佐幕派。
セキ
声 - 遠近孝一
身長：175cm。
リョク
声 - 遠近孝一
身長：175cm。
コウ
身長：175cm。
南光坊（なんこうぼう）
声 - 室園丈裕
カイ
声 - 浅川悠
身長：110ー120cm。
マコト
声 - 加藤将之
チナミの兄で、天狗党の首領格。誕生日：3月20日。21歳。身長：175cm。A型。尊攘派。
ハリー・パークス
声 - 青山穣
中岡慎太郎（なかおか しんたろう）
誕生日：5月6日。25歳。身長：180cm。A型。
勝海舟（かつ かいしゅう）
誕生日：3月12日。40歳。身長：168cm。AB型。
家茂（いえもち）
誕生日：7月17日。16歳。身長：171cm。A型。
お亀（おかめ）
誕生日：8月20日。身長：165cm。A型。

## スタッフ
- 総括 - ルビー・パーティー（コーエーテクモゲームス）
- キャラクターデザイン - 水野十子

## 制作（風花記）

### キャスティング（風花記）
チナミ役の阿部敦は4Gamer.netとのインタビューの中で、前作（『5』）の経験から、迷いなく演じられたと話している。また、阿部は前作におけるチナミは自分のことで手一杯であるのに対し、『風花記』では心に余裕ができたため、ヒロインのゆきを守る気持ちが持てたほか、自分の将来について考えられるようになったと語っている。
沖田総司役の岡本信彦も同様に前作の経験からスムーズに演じられたと語ると同時に、総司から見てつらい出来事を自分で演じるのはつらかったとも話している。

## 漫画
本作のキャラクターデザインを担当した水野十子により、『LaLa DX』にて2011年5月号から連載。
- 水野十子 『遙かなる時空の中で5』 白泉社〈花とゆめコミックス〉、既刊2巻
  - 2011年12月5日発売、ISBN 4-592-19313-X
  - 2012年9月5日発売、ISBN 4-592-19314-8

## 関連商品

### CD
BGM集・ドラマCD
- 遙かなる時空の中で5 夜明け前 壱（KECH-1569）
- 遙かなる時空の中で5 夜明け前 弐（KECH-1570）

ヴォーカル・バラエティCD
- 遙かなる時空の中で5 暁の恋唄（KECH-1571）
- 遙かなる時空の中で5 淡雪の心唄（KECH-1591）
- 遙かなる時空の中で5 白妙の恋唄1（KECH-1633）
- 遙かなる時空の中で5 白妙の恋唄2（KECH-1648）
- 遙かなる時空の中で5&6 ヴォーカルコンプリートBOX（KECH-1906/11）

### DVD
- 遙かなる時空の中で5 八葉爛漫2（KEBH-1215）
- ライブビデオ 遙かなる時空の中で5&6 〜新春の宴〜（KEBH-1469/70）

### 書籍
- 遙かなる時空の中で5 ガイドブック 上 ISBN 4775807986
- 遙かなる時空の中で5 ガイドブック 下 ISBN 4775807994
- 遙かなる時空の中で5 メモリアルブック 完全設定資料集 ISBN 4775808001
- 遙かなる時空の中で5 風花記 ガイドブック ISBN 4775808273

### アプリ
- 遙かなる時空の中で5 風花記 小松帯刀 ライブ壁紙
- 遙かなる時空の中で5 風花記 福地桜智 ライブ壁紙
- 嫁コレ 桐生瞬
- 嫁コレ 坂本龍馬
- 嫁コレ チナミ
- 嫁コレ 沖田総司
- 嫁コレ 小松帯刀
- 嫁コレ 福地桜智
- 嫁コレ アーネスト・サトウ
- 嫁コレ 高杉晋作

## 舞台

### 舞台「遙かなる時空の中で5」
2014年9月24日 - 10月1日にかけて舞台「遙かなる時空の中で5」が全労済ホール/スペース・ゼロにて公演され、2014年12月3日 - 12月7日に同会場で再演された。

#### キャスト（舞台・初演）
- 蓮水ゆき - 大島なぎさ
- 桐生瞬 - 越智友己
- 坂本龍馬 - 塩口量平
- チナミ - 鳥越裕貴（9月公演）/河原田巧也(12月公演)
- 沖田総司 - 鈴木身来
- 小松帯刀 - 吉田龍介
- 福地桜智 - 伊万里有
- アーネスト・サトウ - 冨森ジャスティン
- 高杉晋作 - 仲田博喜
- 八雲都 - 西田有沙
- 天海 - 汐崎アイル
- 土方歳三 - 小島祐輔
- マコト - 久保智裕
- 権六 - 末吉司弥
- お春 - 藤森麻由
- 孫七 - 藤井仁人
- ましら（セキ） - ユーキ（アンフィニ）
- ましら（リョク） - Sori（アンフィニ）
- ましら（コウ） - Kan（アンフィニ）
- 殺陣衆 - 岩崎康幸、小林照平、立川政樹、小曽根章央、岩堀功平、隅田滉太郎、桑田裕介、田村公典、髙谷心也

#### スタッフ（舞台・初演）
- 脚本 - 山田由香
- 演出 - キタムラトシヒロ
- 音楽 - 藤澤健至

### 舞台 ｢遙かなる時空の中で5 風花記｣
2016年8月11日 - 8月21日にかけて舞台 ｢遙かなる時空の中で5 風花記｣ が全労済ホール／スペース・ゼロにて公演された。

#### キャスト（舞台・風花記）
- 蓮水ゆき - 君島光輝
- 桐生瞬 - 越智友己
- 坂本龍馬 - 塩口量平
- チナミ - 河原田巧也
- 沖田総司 - 秋葉友佑
- 小松帯刀 - 吉田龍介
- 福地桜智 - 伊万里有
- アーネスト・サトウ - 冨森ジャスティン
- 高杉晋作 - 仲田博喜
- 八雲都 - 汐月しゅう
- 桐生祟 - 熊谷魁人
- 土方歳三 - 小島祐輔
- 勝海舟 - 中神一保
- リンドウ - 山川宗一郎
- 小栗忠慶 - 太田裕二
- 天海 - 汐崎アイル（声の出演のみ）
- アンサンブル - 小曽根章央、齋藤洋平、細川晃弘、杉浦勇一、浦家賢士、隅田滉太郎

#### スタッフ（舞台・風花記）
- 脚本・演出 - 西森英行（Innocent Sphere）
- 音楽 - 藤澤建至（Team-MAX）
- 殺陣指導 - 六本木康弘